# Peritrox
Peritrox es un género de escarabajos longicornios de la subfamilia Lamiinae. Fue descrito por Henry Walter Bates en 1865.

## Especies
- Peritrox denticollis Bates, 1865
- Peritrox marcelae Nearns y Tavakilian, 2012
- Peritrox nigromaculatus Aurivillius, 1920
- Peritrox perbra Dillon y Dillon, 1945
- Peritrox shanebouchardi Nearns y Swift, 2019
- Peritrox vermiculatus Dillon y Dillon, 1945